# آیوالی (سنان‌پاشا)
آیوالی (به ترکی استانبولی: Ayvalı) یک منطقهٔ مسکونی در ترکیه است که در سنان‌پاشا واقع شده‌است.